# Tat'jana Muratova
Tat'jana Sergeevna Muratova (in russo Татьяна Сергеевна Муратова?; Mosca, 19 settembre 1979) è una pentatleta russa.

## Palmarès
In carriera ha conseguito i seguenti risultati:
- Mondiali:

Mosca 1997: argento nel pentathlon moderno a squadre.
Budapest 1999: oro nel pentathlon moderno a squadre.
Millfield 2001: argento nel pentathlon moderno staffetta a squadre e bronzo a squadre.
San Francisco 2002: bronzo nel pentathlon moderno a squadre.
Pesaro 2003: argento nel pentathlon moderno a squadre.
Mosca 2004: bronzo nel pentathlon moderno a squadre.
Varsavia 2005: oro nel pentathlon moderno a squadre ed argento staffetta a squadre.
Città del Guatemala 2006: bronzo nel pentathlon moderno staffetta a squadre.
Berlino 2007: bronzo nel pentathlon moderno a squadre.
- Europei

Mosca 1997: oro nel pentathlon moderno staffetta a squadre ed bronzo a squadre.
Varsavia 1998: bronzo nel pentathlon moderno a squadre.
Tampere 1999: oro nel pentathlon moderno a squadre.
Sofia 2000: bronzo nel pentathlon moderno individuale.
Székesfehérvár 2001: bronzo nel pentathlon moderno a squadre.
Usti nad Labem 2002: bronzo nel pentathlon moderno staffetta a squadre.
Albena 2004: oro nel pentathlon moderno a squadre ed argento individuale.
Montepulciano 2005: oro nel pentathlon moderno staffetta a squadre ed a squadre.
Budapest 2006: bronzo nel pentathlon moderno staffetta a squadre.
Riga 2007: argento nel pentathlon moderno staffetta a squadre.
Mosca 2008: bronzo nel pentathlon moderno staffetta a squadre ed a squadre.